# Lavandera (Gijón)
Lavandera (Llavandera en asturiano y oficialmente) es una parroquia asturiana perteneciente al Distrito Rural del concejo de Gijón, en el norte de España. Limita con las parroquias de Vega y Caldones al norte, Fano al este, Huerces al oeste y Muñó al sur (perteneciente esta última ya al concejo de Siero). Cuenta con una superficie de 5,5 km² en los que, según datos de la Sociedad Asturiana de Estudios Económicos e Industriales de 2022, habitan 354 personas.

## Toponimia
El nombre vernáculo de la parroquia coincide con la palabra asturiana llavandera, la cual tiene múltiples significados. Designa, por ejemplo, a una tabla o piedra sobre la que se lava la ropa, a un personaje mitológico representado por una anciana que aparece en los ríos lavando, así como a dos pájaros. Uno de estos animales se conoce en castellano como lavandera blanca (perteneciente a la especie Montacilla alba), mientras que el otro es denominado mirlo acuático (perteneciente a la especie Cinclus cinclus). Sin embargo, el filólogo especializado en lengua asturiana Ramón d'Andrés opina que es poco probable el topónimo derive de alguna de estas definiciones.
En su obra Diccionario toponímico del concejo de Gijón, el mencionado autor recoge más hipótesis que intentan explicar el origen del nombre de la parroquia. Según una de ellas, la cual Ramón d'Andrés cree que es poco creíble, el topónimo provendría de la expresión «la bandera». De acuerdo con otra, Llavandera estaría relacionado con el verbo llavar (que quiere decir lavar en asturiano) y haría referencia a un lugar húmedo o encharcado.

## Barrios
De acuerdo con el Ayuntamiento de Gijón, la parroquia se encuentra dividida en los siguientes barrios, cuyo nombre oficial en asturiano se muestra entre paréntesis:
- Lavandera (Llavandera)
- Bobia (La Bovia)
- Linares (Llinares)
- Tueya